# André Schmitz

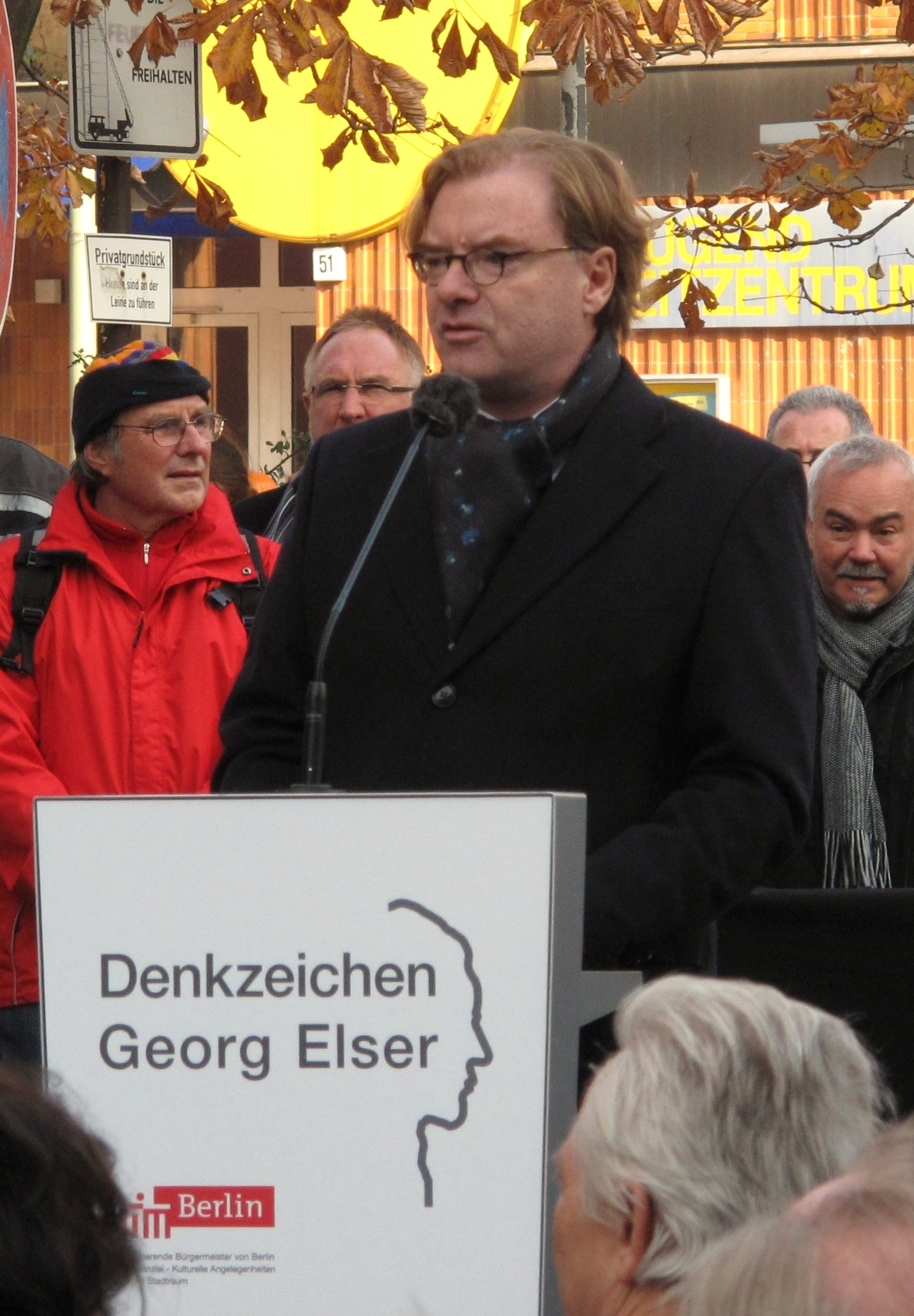
André Schmitz beim Festakt zum Denkzeichen Georg Elser am 8. November 2011

André Schmitz (eigentlich Andreas Hans Gert Schmitz-Schwarzkopf; * 19. August 1957 in Oberhausen) ist ein deutscher Politiker (SPD) und ehemaliger Chef der Senatskanzlei sowie von November 2006 bis Februar 2014 ehemaliger Kulturstaatssekretär von Berlin.

## Herkunft und Ausbildung
Nach dem Besuch der Grundschule in Oberhausen und des Gymnasiums in Hamburg (Abitur 1977) studierte Schmitz an den Universitäten Hamburg, Bonn und Köln Rechtswissenschaft und schloss im Jahr 1984 mit dem ersten juristischen Staatsexamen in Köln und 1988 mit dem zweiten in Hamburg ab.
Dort baute Schmitz eine enge Beziehung zu Pauline Schwarzkopf, der Witwe des Unternehmers Heinz Schwarzkopf aus der Industriellenfamilie Schwarzkopf, auf und wurde von ihr später adoptiert. Seinen Doppelnamen Schmitz-Schwarzkopf führt er allerdings nicht und macht davon öffentlich wenig Gebrauch. So firmiert er als Vorstandsvorsitzender der Schwarzkopf-Stiftung als André Schmitz-Schwarzkopf.
Er ist praktizierender evangelisch-lutherischer Christ.

## Berufliche Tätigkeiten
Von 1988 bis 1990 war Schmitz persönlicher Referent des Zweiten Bürgermeisters und Kultursenators von Hamburg, Ingo von Münch. Daran schloss sich bis 1992 eine Tätigkeit als Verwaltungsdirektor des Stadttheaters Hildesheim und bis 1997 als Verwaltungsdirektor der Volksbühne Berlin an. Ab 1997 war Schmitz geschäftsführender Direktor und seit Dezember 2000 gleichzeitig kommissarischer Intendant der Deutschen Oper Berlin.

## Öffentliche Ämter
Von Juni 2001 bis November 2006 war Schmitz Staatssekretär und Chef der Senatskanzlei des Landes Berlin.
Von November 2006 bis Februar 2014 war er Berliner Staatssekretär für Kultur und leitete diesen Bereich unter der politischen Verantwortung des Regierenden Bürgermeisters weitgehend selbstständig. Er war daher direkt verantwortlich für einen Kultur-Etat von etwa 371 Millionen Euro, einem der größten Europas. Indirekt bestimmte er maßgeblich über die weiteren kulturellen Zuwendungen des Bundes und der EU sowie der weiteren Bundesländer, unter anderem im Rahmen der Stiftung Preußischer Kulturbesitz sowie der Stiftung Preußische Schlösser und Gärten.
In seine Zeit als Staatssekretär fällt die Ernennung zahlreicher bis heute tätiger Intendanten Berliner Kultureinrichtungen. So berief er im Jahr 2006 Ulrich Khuon an das Deutsche Theater, 2007 Berndt Schmidt an den Friedrichstadt-Palast, 2010 Jürgen Flimm an die Staatsoper und Thomas Köhler an die Berlinische Galerie, 2012 Dietmar Schwarz an die Deutsche Oper, Shermin Langhoff an das Maxim Gorki Theater und Annemie Vanackere an das Berliner Hebbel am Ufer. Schmitz war zudem Mitinitiator des international beachteten Themenjahrs „Zerstörte Vielfalt“ 2013. Im Jahre 2014 wurde er zum „Kulturmanager des Jahres“ gewählt.
Bereits vor seiner Amtsaufgabe als Berliner Staatssekretär für Kultur wegen Steuerhinterziehung geriet Schmitz wegen der ausbleibenden Vertragsverlängerung und des Streits mit dem Intendanten des Berliner Staatsballetts Vladimir Malakhov in die öffentliche Kritik.

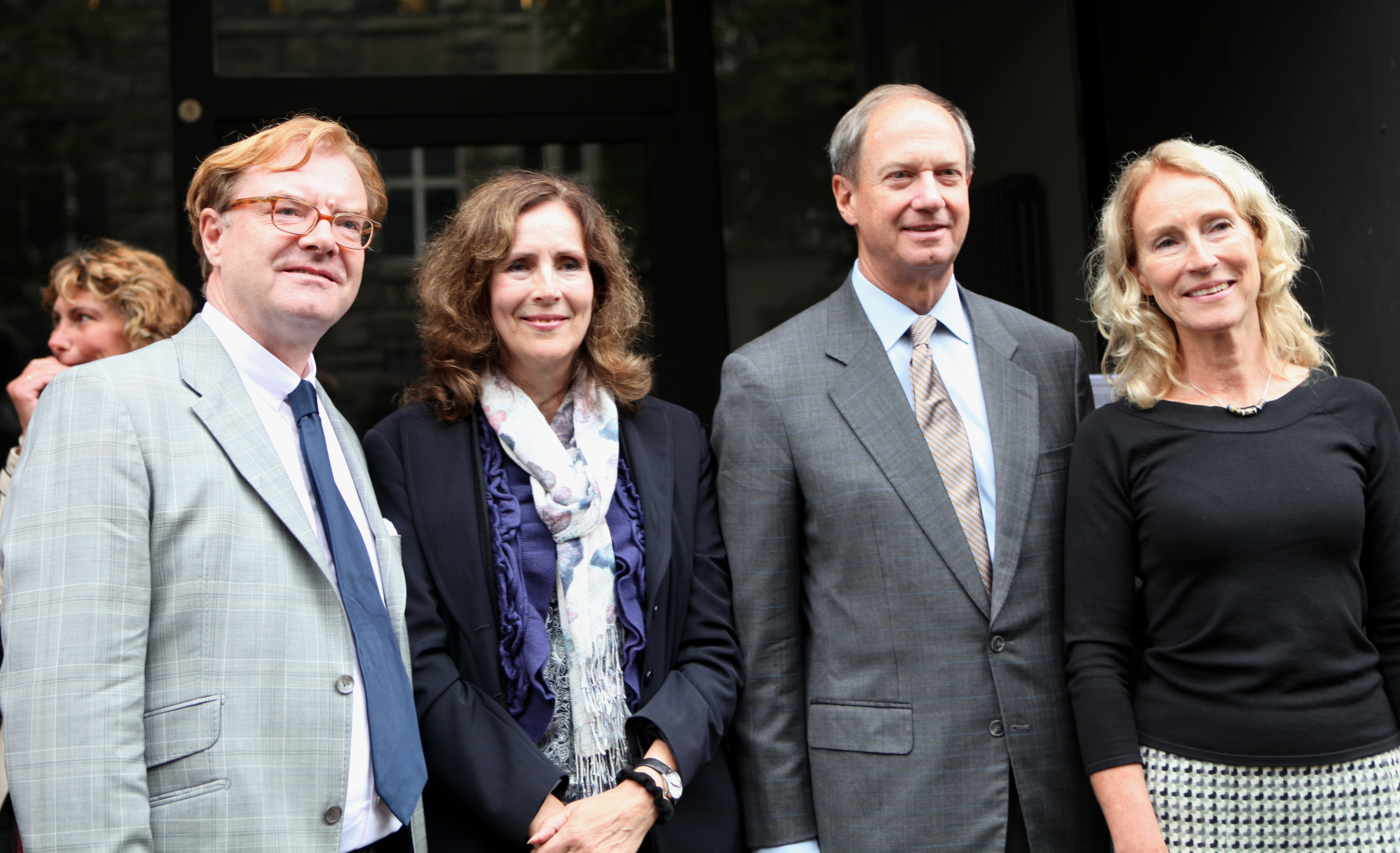
André Schmitz 2013 bei einer Gedenkveranstaltung für die Widerstandskämpfer gegen den Nationalsozialismus Arvid und Mildred Harnack mit dem US-Botschafter John B. Emerson und Nicole Hutchings und Jilly Allenby, die Harnack-Enkelinnen

Schmitz galt als politischer Vertrauter des Regierenden Bürgermeisters Klaus Wowereit.

## Steuerhinterziehung
Im Februar 2014 wurde bekannt, dass Schmitz über mehrere Jahre Steuern in Höhe von insgesamt rund 22.000 Euro hinterzogen hat. Bei Steuer-Ermittlungen im Jahr 2012 wurde bei der Schweizer Bank Credit Suisse ein Konto über 425.000 Euro entdeckt, dessen Gewinne nicht versteuert wurden. Ende 2012 wurde das Verfahren gegen Zahlung einer Geldbuße von 5.000 Euro eingestellt. Schmitz’ Vorgesetzter Wowereit soll davon bereits seit Beginn der Ermittlungen gewusst haben. Am 18. Februar 2014 wurde Schmitz daraufhin als politischer Beamter in den einstweiligen Ruhestand versetzt.

## Engagement im Ruppiner Land
Im Jahr 2001 kaufte André Schmitz die Gutsanlage in Garz, Gemeinde Temnitztal im Ruppiner Land (Landkreis Ostprignitz-Ruppin), die bis 1945 für etliche Jahrhunderte der Familie von Quast gehört hatte. Seitdem engagiert er sich für den Erhalt der Denkmäler und der kulturellen Überlieferung, für das kulturelle Leben und für die Erforschung des Wirkens der Familie von Quast in dieser Region.
2002 gründete Schmitz in Garz das Kunst- und Kulturfestival „Garzer Sommer“. Jährlich finden seitdem in der und um die Garzer Dorfkirche Konzerte, Lesungen, Ballettaufführungen und weitere kulturelle Veranstaltungen statt. Der Eintritt ist frei, und die Veranstaltung finden eine rege Teilnahme überwiegend von Gästen aus der Region. Als Künstler und Persönlichkeiten traten bislang, zum Teil schon mehrfach, unter anderem Eva Mattes, Klaus Hoffmann, Katharina Thalbach, Wolf Biermann, Margot Friedländer, der Kronenchor Friedrichstadt Berlin, das Kinderballett der Deutschen Oper Berlin und der Chor der Charité Berlin auf.
Der wahrscheinlich aus dem 14. Jahrhundert stammende, einzige in Brandenburg erhaltene mittelalterliche Wohnturm in Garz wurde in seinem Auftrag grundlegend saniert und ist, wie auch der mit Hilfe des ehemaligen obersten Gartendenkmalpflegers von Berlin Klaus von Krosigk wiederhergestellte Gutspark, öffentlich zugänglich. Die Sanierung und Restaurierung der Dorfkirche von Garz und großer Teile ihrer historischen Innenausstattung unterstützte er durch von ihm initiierte Spendenaktionen und eigene Spenden. Ebenso engagiert er sich für die Restaurierung der Dorfkirchen im benachbarten Vichel und in Radensleben, zweier weiterer Patronatskirche der Familie von Quast. In Anerkennung seines kulturellen „Engagement[s] zur Erhaltung bedeutungsvoller Bauwerke, das in besonderem Maße vorbildlich ist“, verlieh ihm die Karl-Friedrich-Schinkel-Gesellschaft im Jahre 2022 den Schinkelpreis.
Für die kulturellen Belange im Ruppiner Land engagiert Schmitz sich unter anderem als Beiratsmitglied der Ehrhardt Bödecker Stiftung, welche das Brandenburg-Preußen Museum betreibt, und als Beisitzer im Insel e. V. Protzen, welcher im dortigen Gutshaus ein Heimatmuseum unterhält.
Seit 2021 ist Schmitz Herausgeber der Schriftenreihe zur Familie von Quast des Brandenburg-Preußen Museums, in der bislang drei Publikationen zu Leben und Wirken dieser die Region prägenden Familie erschienen sind.

## Mitgliedschaften und (Ehren-)Ämter
- Berliner-Dom-Stiftung: Kuratoriumsvorsitzender[12]
- Hans und Karl Bläher-Verein zur Förderung des Vereinsengagements: Kuratoriumsmitglied
- Bürgerstiftung Berlin: Kuratoriumsmitglied[13]
- Denk mal an Berlin – Verein zur Förderung der Denkmalpflege: Vorstandsmitglied (bis 2023)[14]
- Deutsche Gesellschaft e. V.: Kuratoriumsmitglied
- Deutschland-Russland. Die neue Generation e. V.: Kuratoriumsmitglied[15]
- Inge-Deutschkron-Stiftung: Vorstandsmitglied[16]
- Europäischer Freundeskreis des Julius-Stern-Instituts der Universität der Künste Berlin: Vorstandsmitglied[17]
- Europäischen Jugendparlamentes in Deutschland e. V.: Kuratoriumsmitglied[18]
- Stiftung Exilmuseum Berlin: Vorstandsvorsitzender (2018–2024)[19]
- Förderkreis der Deutschen Oper Berlin e. V.: Vorstandsvorsitzender[20]
- Förderverein Invalidenfriedhof: Vorstandsmitglied[20]
- Förderverein Jugend- und Kulturzentrum Schlesische Straße 27 e. V.: stellvertretender Vorsitzender[20]
- Förderverein Tanz ist KLASSE! – Staatsballett Berlin: Schirmherr[20]
- Förderverein zum denkmalgerechten Wiederaufbau des Turms der barocken Schlosskirche in Berlin-Buch: Kuratoriumsmitglied[21]
- Freunde der Staatsbibliothek zu Berlin – Stiftung Preußischer Kulturbesitz: Vorsitzender[22]
- Götz-Friedrich-Stiftung: Vorstandsmitglied[23]
- Gemeinnützigen Hertie-Stiftung: Kuratoriumsvorsitzender[24]
- Gesellschaft für Christlich-Jüdische Zusammenarbeit: Kuratoriumsmitglied[25]
- Haus Kunst Mitte: Stiftungsratsmitglied[26]
- Gustav Heinemann-Bürgerpreis der SPD: Kuratoriumsmitglied[27]
- Gemeinnützige Hertie-Stiftung: Kuratoriumsvorsitzender (ab 2024)[28]
- Jerusalem Foundation Deutschland e. V.: Mitglied[20]
- Kammeroper Schloss Rheinsberg: stellvertretender Kuratoriumsvorsitzender[29]
- Stiftung Königliche Porzellan-Manufaktur Berlin: Vorstandsmitglied (seit 2006)[30]
- Georg-Kolbe-Stiftung: Vorstandsmitglied[31]
- Mendelssohn-Gesellschaft e. V.: Vorstandsvorsitzender (2008–2023)[32]
- Hans-und-Luise-Richter-Stiftung: Kuratoriumsmitglied[33]
- Stiftung Schloss Neuhardenberg – Sparkassen-Kulturfonds des Deutschen Sparkassen- und Giroverbandes: Kuratoriumsmitglied[34]
- Schwarzkopf-Stiftung Junges Europa: Ehrenvorsitzender[35] (2000–2023 Vorstandsvorsitzender)
- Verein der Freunde und Förderer des Werks von Walter Jurmann: stellvertretender Vorsitzender[20]
- Wissenschaftlicher Beirat zur Erinnerungskultur der Evangelischen Kirche Berlin-Brandenburg-schlesische Oberlausitz: Mitglied[20]

## Ehemals berufliche Ämter als Staatssekretär
- Vorsitzender des Aufsichtsrats der Friedrichstadt-Palast Betriebsgesellschaft mbH
- Vorsitzender des Aufsichtsrats der Hebbel-Theater Berlin GmbH
- Vorsitzender des Stiftungsrats der Stiftung Zentral- und Landesbibliothek Berlin
- Vorsitzender des Stiftungsrats der Stiftung Kulturelle Weiterbildung
- Vorsitzender des Stiftungsrats der Stiftung Topographie des Terrors
- Vorsitzender des Stiftungsrats der Stiftung Stadtmuseum Berlin
- Vorsitzender des Stiftungsrats der Stiftung Berlinische Galerie
- Vorsitzender des Stiftungsrats der Stiftung Deutsches Technikmuseum Berlin (DTMB)
- Vorsitzender des Stiftungsrats der Stiftung Gedenkstätte Berlin-Hohenschönhausen
- Vorsitzender des Stiftungsrates der Stiftung Bröhan-Museum
- Vorsitzender des Stiftungsrates der Stiftung Berliner Mauer
- Vorsitzender des Stiftungsrates der Stiftung Gedenkstätte Deutscher Widerstand
- Vorsitzender bzw. stellvertretender Vorsitzender des Stiftungsrates Stiftung Preußische Schlösser und Gärten Berlin-Brandenburg (SPSG) im Wechsel mit Brandenburg
- Stellvertretender Vorsitzender des Stiftungsrates der Stiftung Jüdisches Museum Berlin
- Stellvertretender Vorsitzender im Kuratorium der Stiftung Deutsches Historisches Museum
- Stellvertretender Kuratoriumsvorsitzender der Stiftung Domäne Dahlem
- Aufsichtsratsmitglied der Kulturveranstaltungen des Bundes in Berlin (KBB) GmbH
- Aufsichtsratsmitglied der Progress Film-Verleih GmbH
- Vertreter des Landes Berlin im Stiftungsrat der Stiftung Humboldt Forum im Berliner Schloss
- Vertreter des Landes Berlin im Stiftungsrat der Kulturstiftung der Länder
- Mitglied Gemeinsamer Ausschuss Hauptstadtkulturfonds[36]
- Mitglied des Kuratoriums der Stiftung Denkmal für die ermordeten Juden Europas
- Mitglied des Kuratoriums der Stiftung Ernst-Reuter-Archiv[37]
- Mitglied des Kuratoriums des Deutschen Museums München
- Mitglied des Kuratoriums der Hans-und-Luise-Richter-Stiftung
- Mitglied des Kuratoriums der Karl-und-Emy-Schmidt-Rottluff-Stiftung
- Beratendes Mitglied des Stiftungsrates der Stiftung Brandenburgische Gedenkstätten[38]
- Stellvertretender Vorsitzender des Stiftungsrats Stiftung Preußischer Kulturbesitz (SPK)
- Stiftungsratsmitglied der Stiftung zur Aufarbeitung der SED-Diktatur"
- Kuratorium Werkbundarchiv e. V.
- Mitglied des Beirats der Berlin-Brandenburg Media GmbH

## Auszeichnungen
- 2007: Ehrendoktorwürde des Rechts des Touro College in New York[39]
- 2010: Heinz-Galinski-Preis der Jüdischen Gemeinde Berlin
- 2014: Europäischer Kulturmanager des Jahres 2014 des Kulturmarken-Awards[40]
- 2022: Schinkel-Preis der Karl-Friedrich-Schinkel-Gesellschaft e. V.